# Communications and Networking Riser

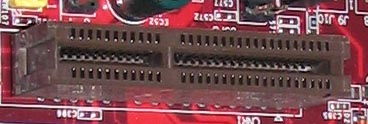
Slot CNR

Communications and Networking Riser ou CNR, é um slot encontrado em algumas placas-mãe de PCs e utilizada para conexão de equipamentos especializados de rede, áudio e telefonia. Um fabricante de placas-mãe pode optar por fornecer funcionalidades de áudio, rede ou modem numa única placa CNR, em quaisquer combinações. Slots CNR eram outrora encontrados com facilidade em placas-mãe para Pentium 4, mas desde então têm sido abandonados em prol de componentes on-board ou embarcados.

## Tecnologia
CNR (Communications and Network Riser) compartilham da ideia de permitir a conexão à placa mãe de dispositivos Host Signal Processing (HSP), isto é, dispositivos cujo controle é feito pelo processador do computador. Para isso, o chipset da placa mãe precisa ser compatível. Em geral, esses slots são usados por placas que exigem pouco processamento, como placas de som, placas de rede ou placas de modem simples. Surgiu praticamente como um substituto do AMR e também tem a Intel como principal nome no seu desenvolvimento. Ambos são, na verdade, muito parecidos, inclusive nos slots. O principal diferencial do CNR é o suporte a recursos de rede, além dos de áudio e modem.
A Intel resolveu responder ao problema das placas AMR redesenhando o slot AMR. O slot CNR pode coexistir com os slots PCI padrão, permitindo que as placas CNR ou as placas PCI utilizem o slot á vez. Os slots CNR também receberam suporte para Plug and Play e outras funções de interesse para os designers de sistemas. Os padrões AMR e CNR são incompatíveis, tanto ao nível físico como eléctrico. Embora tenhamos visto poucas placas CNR, na maioria adaptadores de som e modems, as placas CNR não são fáceis de encontrar tal como as placas AMR.

## História
A Intel desenvolveu o slot CNR para substituir sua própria tecnologia Audio Modem Riser (AMR), inspirando-se em duas vantagens distintas sobre o slot AMR o qual substituía; o CNR era capaz de ser tanto baseado em software (controlado pela CPU) ou acelerado por hardware (ASIC dedicado), e era plug-and-play compatível. Em algumas placas-mãe, um slot CNR substituía o último slot PCI, mas a maioria dos fabricantes de placas-mãe projetou placas que permitiam ao slot CNR e o último slot PCI compartilhar o mesmo espaço.
Já em 2007, com a integração de componentes tais como Ethernet e áudio na placa-mãe, o CNR tornou-se obsoleto, e não é mais encontrado na maioria das placas-mães recentes full size. Pode ainda ser visto em placas-mãe menores (como microATX) com microprocessadores de baixo custo, onde continuam a desempenhar sua função original.